# Maila Nurmi

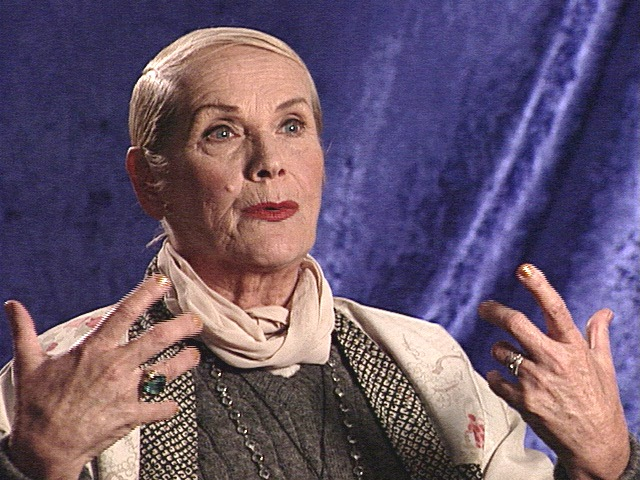
Maila Nurmi en 2001.

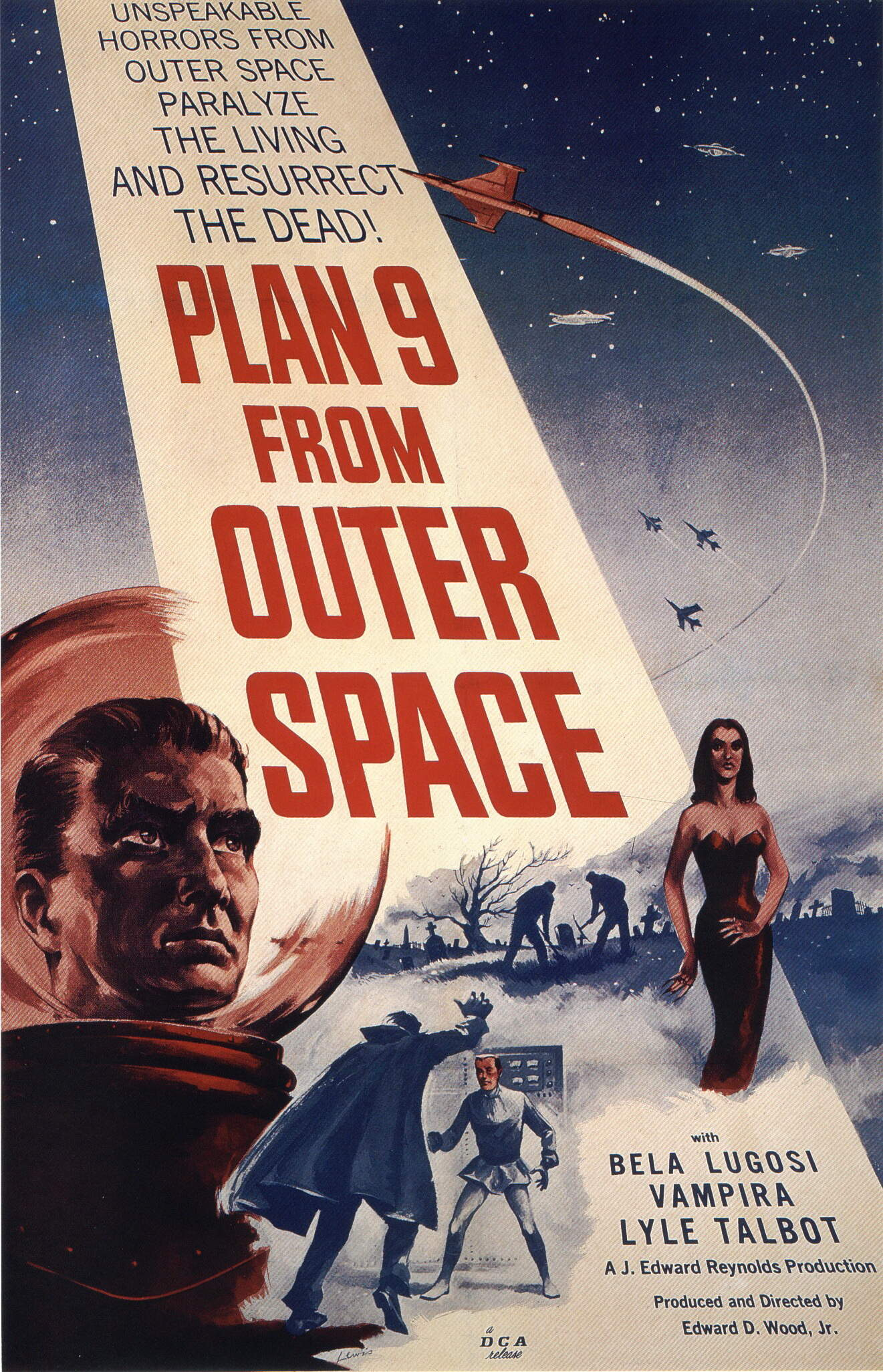
Póster de Plan 9 del espacio exterior.

Maila Nurmi (nombre artístico de Maila Elizabeth Syrjäniemi; Petsamo, Finlandia; 11 de diciembre de 1922 - Los Ángeles, California; 10 de enero de 2008) fue una actriz estadounidense, creadora del personaje de la década de 1950 Vampira.

## Primeros años
Llegó a la ciudad de Los Ángeles a los 17 años, y trabajó de modelo para Alberto Vargas y Man Ray, entre otros, lo que la catapultó a la industria fílmica con un pequeño papel en la película If Winter Comes (1947), de Victor Saville. Posó también para fotografías pin-up en revistas de hombres como Famous Models, Gala y Glamorous Models. Se dice además que fue despedida por Mae West de la obra de Broadway de 1944 titulada Catherine Was Great porque West pensó que podía eclipsarla.

## Origen de "Vampira"

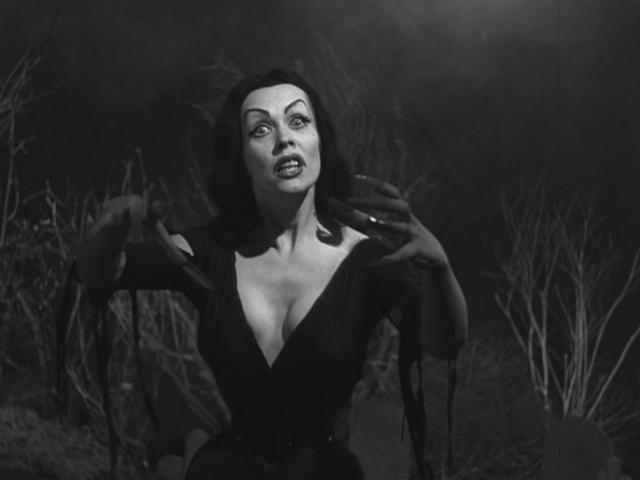
"Vampira" en Plan 9 From Outer Space.

La idea para el personaje de "Vampira" nació en 1953 cuando Nurmi acompañó al coreógrafo Lester Horton en el baile anual Caribe Masquerade vestida como uno de los personajes de las viñetas de Charles Addams del periódico The New Yorker. Su aparición con un vestido negro ceñido y con su piel blanca y pálida atrajo la atención de Hunt Stromberg Jr., productor de televisión que la contrató como presentadora de películas de horror para una cadena televisiva de Los Ángeles, la KABC-TV. Tras varias dificultades para contactarla, finalmente consiguió su número de teléfono a través de Rudi Gernreich. El nombre "Vampira" fue una idea de Dean Riesner, el marido de Nurmi.
El 30 de abril de 1954, la KABC-TV anunció la presentación del programa Dig Me Later, Vampira a las 11 de la noche. El Show de Vampira apareció el 1 de mayo de 1954, y durante las primeras cuatro semanas el programa se emitió a medianoche, y comenzó a transmitirse a las 11 de la noche a partir del 29 de mayo. Diez meses después, desde el 5 de marzo de 1955, el programa pasó a transmitirse a las 10:30 de la noche. En el papel de "Vampira", Nurmi presentó películas mientras recorría una sala llena de niebla y telarañas. A menudo aderezaba su guion con bromas y giros macabros, ofrecía epitafios en lugar de autógrafos a sus admiradores y hablaba con su mascota, una araña llamada Rollo. Cuando el programa se canceló en 1955, Maila Nurmi conservó los derechos de su personaje "Vampira" y pasó a presentar un programa de otra cadena de la competencia, la KHJ-TV. En colecciones privadas se conservan varios programas y un anuncio de Nurmi.
Maila Nurmi hizo historia en la televisión como la primera presentadora de películas de terror. En 1957, Screen Gems emitió un ciclo de 52 películas de terror bajo el título Shock Theather. A partir de entonces, las cadenas televisivas de las grandes ciudades de Estados Unidos comenzaron a emitir este tipo de películas, y les añadían sus propios presentadores una estética macabra (por ejemplo, "Vampira II" y otras imitadoras de Maila Nurmi).
Nominada a los Premios Emmy en la categoría de Mejor Personaje Femenino en 1954, participó en películas como Too Much, Too Soon, seguida por The Big Operator y The Beat Generation. Su aparición más destacada en el cine fue en la película de Ed Wood Plan 9 from Outer Space (1956), como una vampiresa que es resucitada por unos extraterrestres. En 1960 apareció en I Passed for White y en Sex Kittens Go to College, seguida por The Magic Sword (1962).

## Vida personal
Maila Nurmi fue contemporánea de Marilyn Monroe y de Elvis Presley, y tuvo una breve relación con Orson Welles. A principios de la década de 1950 mantuvo una estrecha amistad con James Dean, y a menudo se citaban en una cafetería de Hollywood. Ella afirmaba que era amiga de James Dean porque «tenemos las mismas neurosis», y Dean comentó: «Conozco bastante sobre las fuerzas satánicas y estaba interesado en descubrir si esta chica estaba obsesionada con esas fuerzas». Sin embargo, ambos terminaron rompiendo su relación, y cuando James Dean murió en un accidente de tráfico surgió el rumor sin fundamento de que "Vampira" había lanzado una maldición al actor por despecho.
El 20 de junio de 1955 un hombre intentó asesinarla en su apartamento, donde la tuvo secuestrada durante cuatro horas. Finalmente la presentadora consiguió escapar y llamar a la policía con la ayuda de un tendero local.

## Matrimonios
En 1949 se casó con su primer marido, Dean Riesner, un exactor infantil en películas mudas y más tarde guionista de Dirty Harry, Charley Varrick, Play Misty for Me, y muchas otras películas y episodios de televisión.
El 10 de marzo de 1958 se casó con su segundo marido, John Brinkley, actor más joven que ella. [32]
El 20 de junio de 1961 se casó con el actor Fabrizio Mioni en el Condado de Orange, California.
No tuvo hijos.

## Muerte
El 10 de enero de 2008, Nurmi murió de causas naturales en su hogar en Hollywood, a la edad de 85 años.

## Personificaciones
"Vampira" fue interpretada por Lisa Marie en la película biográfica Ed Wood, dirigida por Tim Burton y estrenada en 1994.